# Glinstedt
Glinstedt (niederdeutsch Glinst) ist ein Ortsteil der Gemeinde Gnarrenburg im niedersächsischen Landkreis Rotenburg (Wümme).

## Geographie

### Geographische Lage
Der Ortsteil Glinstedt liegt etwa fünf Kilometer südöstlich des Kernortes Gnarrenburg. Umschlossen wird Glinstedt von Langenhausen und Augustendorf im Norden, der Ortschaft Rhade im Osten, Breddorf im Süden sowie Barkhausen und Karlshöfen im Westen. Von Westen nach Osten verläuft die Landesstraße 122, die in Richtung Norden als K 148 nach Augustendorf abzweigt.

### Ortsgliederung
Der Ortsteil besteht zusätzlich aus der Siedlung Forstort-Anfang, auf dessen Gebiet der Versuch der Aufforstung des Moores durch Kiefern unternommen wurde, der jedoch aufgegeben wurde.

## Geschichte

### Erste Erwähnung und Namensgebung
Erstmals erwähnt wurde Glinstedt im 13. Jahrhundert.
Der Name „Glinstedt“ leitet sich vom Wort „Glyndesete“ ab, was wortwörtlich Wohnstätte in der Nähe eines Glindes (Pfahl- oder Landwerk) bedeutet.

### Eingemeindungen
Am 8. April 1974 wurde Glinstedt im Zuge der Gebietsreform in die Gemeinde Gnarrenburg eingegliedert.

### Einwohnerentwicklung
| Jahr      | 1925 | 1933 | 1939 | 2011 | 2012 | 2016 |
| --------- | ---- | ---- | ---- | ---- | ---- | ---- |
| Einwohner | 442  | 391  | 603  | 604  | 605  | 592  |

(Quellen: 1925–1939, 2011–2016 laut Versionsgeschichte des Ortes jeweils zum 31. Dezember)

## Politik

### Ortsrat
Der Ortsrat von Glinstedt setzt sich aus neun Mitglieder zusammen. Die Ratsmitglieder werden durch eine Kommunalwahl für jeweils fünf Jahre gewählt.
Bei der Kommunalwahl 2021 ergab sich folgende Sitzverteilung:
- Wählergemeinschaft Glinstedt (WG): 9 Sitze

### Ortsbürgermeister
Aktueller Ortsbürgermeister ist Detlef Kück (CDU). Seine Stellvertreterin ist Jana Kämna (CDU).

### Wappen
Auf grünem Hintergrund ein aufrecht stehender Bauernkrieger mit silbernem Rundschild am linken Unterarm und einer goldenen Lanze in der Rechten.

## Denkmalgeschützte Gebäude
- Hofanlage Kiekerberg 4 von um 1895 (Wohn- und Wirtschaftsgebäude) und 1910 (Wohnhaus)
- Wohn- und Wirtschaftsgebäude Huvenhoopstraße 8 von 1855 (Fachwerkbau) und 1897 (Backsteingiebel)
- Wohn- und Wirtschaftsgebäude Zevener Straße 8 von 1919 in Backstein

## Persönlichkeiten
Personen, die mit dem Ort in Verbindung stehen
- Karl H. Peter (1918–2003), Marineoffizier, zuletzt Konteradmiral und Personalchef bei SHAPE, arbeitete für fünfeinhalb Monate im Reichsarbeitsdienst in Glinstedt im Teufelsmoor